# Ron Simpson
Ron Simpson (Carlisle, 25 febbraio 1934 – Carlisle, 10 novembre 2010) è stato un calciatore inglese, di ruolo attaccante.

## Caratteristiche tecniche
Era un'ala sinistra.

## Carriera
Esordisce tra i professionisti nel 1951 all'età di 17 anni con l'Huddersfield Town, club della prima divisione inglese, che nella sua prima stagione in squadra retrocede in seconda divisione; dopo un secondo posto in classifica (con conseguente promozione) nella Second Division 1952-1953, Simpson gioca quindi in massima serie fino al termine della stagione 1955-1956, quando arriva una nuova retrocessione; nel 1958, dopo ulteriori 2 stagioni in seconda divisione, viene ceduto allo Sheffield Utd. Con le Blades al termine della stagione 1960-1961 (la sua terza di permanenza nel club) conquista un secondo posto in campionato, con conseguente promozione in prima divisione, categoria in cui gioca fino al termine della stagione 1963-1964. Nella stagione 1964-1965 viene ceduto a stagione in corso al Carlisle Utd, club della sua città natale, con cui vince la Third Division 1964-1965, giocando poi la stagione 1965-1966 in seconda divisione. Si ritira al termine della stagione 1966-1967, in cui mette a segno 4 reti in 25 presenze nella seconda divisione scozzese con il Queen of the South.

## Palmarès

### Club

#### Competizioni nazionali
- Third Division: 1

Carlisle United: 1964-1965